# Les Climats
Pour plus de détails, voir Fiche technique et Distribution.
Les Climats (İklimler) est un film turc de Nuri Bilge Ceylan, sorti en 2006.

## Synopsis
Isa et Bahar sont deux êtres seuls, entraînés par les climats changeants de leur vie intérieure, à la poursuite d'un bonheur qui ne leur appartient plus. Lui, Isa, est professeur de faculté, à Istanbul, elle, Bahar, est directrice artistique pour des séries télé, ce qui l'oblige à de long déplacements. De ces climats d'un amour, nous ne voyons pas le printemps, mais seulement une fin d'été venteuse, l'automne et l'hiver.

## Fiche technique
- Titre original : Iklimler
- Réalisation : Nuri Bilge Ceylan
- Scénario : Nuri Bilge Ceylan
- Photographie : Gökhan Tiryaki
- Production : Nuri Bilge Ceylan, Laurent Champoussin et Cemal Noyan
- Pays de production:  Turquie /  France
- Langue originale : turc
- Durée : 101 minutes
- Dates de sortie :
  - France : 21 mai 2006 (Festival de Cannes) ; 17 janvier 2007 (sortie nationale)

## Distribution
- Ebru Ceylan : Bahar
- Nuri Bilge Ceylan : Isa
- Nazan Kesal : Serap
- Semra Yilmaz : Semra
- Mehmet Eryilmaz : Mehmet
- Arif Asci : Arif
- Can Özbatur: Güven

## Distinctions
- Festival de Cannes 2006 :
  - Sélection officielle, en compétition pour la Palme d'or
  - Prix FIPRESCI de la critique internationale
- Festival international du film d'Istanbul 2007 :
  - Meilleur film turc de l'année
  - Prix du public de la compétition nationale
  - Nomination pour la Tulipe d'or du meilleur film